# Liste estnischer Spielfilme
Diese Liste estnischer Spielfilme ist ein chronologisches Verzeichnis der in Estland hergestellten estnischsprachigen Spielfilme, Animationsfilme und Musikfilme.
Bei Animationsfilmen werden unter der Rubrik Schauspieler die wichtigsten Sprecher genannt.

## 1910er Jahre
| Filmtitel          | Regisseur     | Schauspieler              | Genre   | Produktionsfirma | Anmerkungen                            |
| ------------------ | ------------- | ------------------------- | ------- | ---------------- | -------------------------------------- |
| 1913               |               |                           |         |                  |                                        |
| Laenatud naene     | ?             | Paul Pinna, Alfred Sällik | Komödie |                  | Erster estnischer Spielfilm (Kurzfilm) |
| 1914               |               |                           |         |                  |                                        |
| Karujaht Pärnumaal | Tõnis Nõmmits |                           | Komödie |                  |                                        |

## 1920er Jahre
| Filmtitel                      | Regisseur                        | Schauspieler                                            | Genre              | Produktionsfirma                    | Anmerkungen                          |
| ------------------------------ | -------------------------------- | ------------------------------------------------------- | ------------------ | ----------------------------------- | ------------------------------------ |
| 1921                           |                                  |                                                         |                    |                                     |                                      |
| Armastuse pisielukas           |                                  |                                                         | Komödie (Kurzfilm) | Estonia-Film                        |                                      |
| 1923                           |                                  |                                                         |                    |                                     |                                      |
| Vanaema kingitus               | Fjodor Ljubovski                 | Fjodor Ljubovski                                        | Komödie            | Regina-Film                         |                                      |
| Must teemant                   | Fjodor Ljubovski                 | Fjodor Ljubovski, Tiina Kapper                          | Drama              | Regina-Film                         |                                      |
| Nõiakepp                       |                                  |                                                         | Komödie            | Osilia-Film                         |                                      |
| 1924                           |                                  |                                                         |                    |                                     |                                      |
| Mineviku varjud                | Valter Palm                      | Woldemar Toffer, Ants Lauter, Voldemar Päts             | Historiendrama     | Eesti National Film                 | Erster längerer estnischer Spielfilm |
| Õnnelik korterikriisi lahendus | Konstantin Märska                | Eduard Pütsep, Olga Liewonen, Kalju Raag                | Komödie            | Eesti National Film                 |                                      |
| 1925                           |                                  |                                                         |                    |                                     |                                      |
| Tšeka komissar Miroštšenko     | Paul Sehnert                     | Mihkel Lepper, Valentine Vassiljeva, Kalju Raag         | Drama              | Eesti National Film                 |                                      |
| Esimese öö õigus               | Balduin Kusbock                  | Mary Melsas-Lukk, René Leer, Heino Vaks                 | Historiendrama     | Taara-Film                          |                                      |
| 1927                           |                                  |                                                         |                    |                                     |                                      |
| Noored kotkad                  | Theodor Luts                     | Arnold Vaino, Amalie Konsa                              | Kriegsfilm         | Siirius-Film                        |                                      |
| Kevade unelm                   | Voldemar Päts                    | Georg Rusi, Elsa Silber, Johan Köösel                   | Tragikomödie       | Film-Klubi                          |                                      |
| 1929                           |                                  |                                                         |                    |                                     |                                      |
| Dollarid                       | Mihkel Lepper                    | Signe Pinna, Mihkel Lepper, Paul Pinna, Betty Kuuskemaa | Komödie            |                                     |                                      |
| Vigased pruudid                | Konstantin Märska, Johannes Loop | Samuel Siirak, Ly Schönberg, Karl Laas                  | Komödie            | Konstantin Märska Filmiproduktsioon |                                      |
| Jüri Rumm                      | Johannes Loop                    | Hans Suursööt, Ly Kerge, Karl Laas, Mihkel Lepper       | Abenteuerfilm      | Konstantin Märska Filmiproduktsioon |                                      |

## 1930er Jahre
| Filmtitel                | Regisseur                  | Schauspieler                                                             | Genre            | Produktionsfirma                                | Anmerkungen                                |
| ------------------------ | -------------------------- | ------------------------------------------------------------------------ | ---------------- | ----------------------------------------------- | ------------------------------------------ |
| 1930                     |                            |                                                                          |                  |                                                 |                                            |
| Kuldämblik               | Boris Jaanikosk            | Olga Torokoff-Tiedeberg, Aleksander Arder, Ly Schönberg                  | Musicalfilm      |                                                 | Erster estnischer Tonfilm (Kurzfilm)       |
| Kire lained              | Wladimir Gaidarow          | Ita Rina, Wladimir Gaidarow, Raimondo van Riel, Fritz Greiner, Hugo Laur | Liebesfilm       | A/S Urania, Wladimir Gaidarow G.m.b.H.          | Deutsch-estnische Gemeinschaftsproduktion  |
| Pühapäevakütid           | Balduin Kusbock            | Karl Laas, Georg Leies, Olga Holts                                       | Komödie          |                                                 |                                            |
| Vahva sõdur Joosep Toots | Theodor Luts, Arnold Vaino | Arnold Vaino, Linda Vaino, Alfred Rüütli                                 | Komödie          |                                                 |                                            |
| 1931                     |                            |                                                                          |                  |                                                 |                                            |
| Öösel                    | Armas Hirvonen             | Priit Põldroos, Karl Laas, Johannes Nõmmik                               | Historiendrama   | Eesti Film Produktion                           |                                            |
| Kutsu-Juku seiklusi      | Voldemar Päts              |                                                                          | Zeichentrickfilm | Eesti Joonisfilm                                | Erster estnischer Zeichentrickfilm         |
| 1932                     |                            |                                                                          |                  |                                                 |                                            |
| Päikese lapsed           | Theodor Luts               | Nadežda Peedi-Hoffmann, Elfi Lepp-Stroobel, Ants Eskola, Rahel Olbrei    | Romanze          | Theodor Lutsu Filmiproduktsioon, Suomi Filmi OY | Estnisch-finnische Gemeinschaftsproduktion |

## 1940er Jahre
| Filmtitel       | Regisseur         | Schauspieler                                                  | Genre | Produktionsfirma | Anmerkungen                          |
| --------------- | ----------------- | ------------------------------------------------------------- | ----- | ---------------- | ------------------------------------ |
| 1947            |                   |                                                               |       |                  |                                      |
| Elu tsitadellis | Herbert Rappaport | Hugo Laur, Aino Talvi, Rudolf Nuude, Lia Laats, Gunnar Kilgas | Drama | Lenfilm          | Nach einem Drama von August Jakobson |

## 1950er Jahre
| Filmtitel                              | Regisseur                     | Schauspieler                                                            | Genre           | Produktionsfirma                                    | Anmerkungen                                                          |
| -------------------------------------- | ----------------------------- | ----------------------------------------------------------------------- | --------------- | --------------------------------------------------- | -------------------------------------------------------------------- |
| 1951                                   |                               |                                                                         |                 |                                                     |                                                                      |
| Valgus Koordis                         | Herbert Rappaport             | Georg Ots, Hugo Laur, Rudolf Nuude, Aleksander Randviir, Ants Eskola    | Drama           | Lenfilm und Tallinna Kinostuudio                    | Erster estnischer Farbfilm. Nach einer Erzählung von Hans Leberecht. |
| 1955                                   |                               |                                                                         |                 |                                                     |                                                                      |
| Andruse õnn                            | Herbert Rappaport             | Enn Adusson, Ants Lauter, Ita Ever, Hugo Laur, Ruth Peramets            | Drama           | Lenfilm und Tallinna Kinostuudio                    | Nach einem Roman von Hans Leberecht                                  |
| Kui saabub õhtu                        | Aleksander Mandrõkin          | Georg Taleš, Aaro Pärn, Karl Ots, Ülo Rannaste, Inge Põder              | Drama           | Tallinna Kinostuudio                                |                                                                      |
| Jahid merel                            | Mihhail Jegorov               | Rein Aren, Ruth Peramets, Kaarel Karm, Olev Eskola, Endel Nõmberg       | Drama           | Tallinna Kunstiliste ja Kroonikafilmide Kinostuudio |                                                                      |
| Värav nr.2                             | Oleg Lentsius                 | Ruut Tarmo, Endel Padrik, Elle Timmer, Jüri Järvet, Aleksander Mägi     | Komödie         |                                                     |                                                                      |
| 1956                                   |                               |                                                                         |                 |                                                     |                                                                      |
| Tagahoovis                             | Wiktor Neweschin              | Ita Ever, Eino Baskin, Kaarel Karm, Eve Kivi, Ervin Abel                | Drama           | Tallinna Kinostuudio                                | Nach einer Erzählung von Oskar Luts                                  |
| Mehed jäävad koju                      | Igor Jeltsov                  | Ants Eskola, Linda Rummo, Arvo Tahk                                     | Komödie         | Tallinna Kinostuudio                                |                                                                      |
| Üks moment, oodake!                    | Virve Reiman                  | Endel Simmermann, Ilmar Tammur, Mari Möldre, Ruts Bauman, Truuta Kuusik | Komödie         |                                                     |                                                                      |
| 1957                                   |                               |                                                                         |                 |                                                     |                                                                      |
| Juunikuu päevad                        | Kaljo Kiisk, Wiktor Neweschin | Andres Särev, Paul Varandi, Astrid Koik, Ants Eskola, Voldemar Panso    | Drama           | Tallinna Kinostuudio                                |                                                                      |
| Pöördel                                | Aleksander Mandrõkin          | Gunnar Kilgas, Franz Malmsten, Ants Eskola, Katrin Välbe, Ellen Kaarma  | Drama           | Tallinna Kinostuudio                                |                                                                      |
| 1958                                   |                               |                                                                         |                 |                                                     |                                                                      |
| Esimese järgu kapten                   | Aleksander Mandrõkin          | Boris Liwanow, Vladimir Jemeljanov, Olev Eskola, Eve Kivi, Asta Vihandi | Drama           | Tallinna Kinostuudio                                |                                                                      |
| Peetrikese unenägu                     | Elbert Tuganov                |                                                                         | Puppentrickfilm | Tallinna Kinostuudio                                | Erster estnischer Puppentrickfilm                                    |
| 1959                                   |                               |                                                                         |                 |                                                     |                                                                      |
| Vallatud kurvid                        | Kaljo Kiisk, Juli Kun         | Terje Luik, Rein Aren, Peeter Šmakov, Eve Kivi, Jaanus Orgulas          | Komödie         | Tallinna Kinostuudio                                | Panoramafilm                                                         |
| Veealused karid                        | Wiktor Neweschin              | Aksel Orav, Agnessa Peterson, Lia Laats, Ants Eskola, Arno Suurorg      | Drama           | Tallinna Kinostuudio                                | Nach einem Drama vom Aadu Hint                                       |
| Ungebetene Gäste (Kutsumata külalised) | Igor Jeltsov                  | Rein Aren, Hilja Varem, Heino Mandri, Valdo Truve, Jüri Järvet          | Drama           | Tallinna Kinostuudio                                |                                                                      |
| Põhjakonn                              | Elbert Tuganov                |                                                                         | Puppentrickfilm | Tallinna Kinostuudio                                |                                                                      |

## 1960er Jahre
| Filmtitel                          | Regisseur                    | Schauspieler | Genre             | Produktionsfirma        | Anmerkungen                                 |
| ---------------------------------- | ---------------------------- | --- | ----------------- | ----------------------- | ------------------------------------------- |
| 1960                               |                              | |                   |                         |                                             |
| Perekond Männard                   | Aleksander Mandrõkin         | Paul Ruubel, Evi Rauer, Endel Nõmberg, Peeter Volmer, Rudolf Nuude                                                     | Drama             | Tallinna Kinostuudio    |                                             |
| Vihmas ja päikeses                 | Herbert Rappaport            | Jaan Saul, Eva Mūrniece, Larissa Lužina, Jaanus Orgulas, Rein Olmaru                                                   | Drama             | Tallinna Kinostuudio    |                                             |
| Näitleja Joller                    | Virve Aruoja                 | Voldemar Panso, Jüri Järvet, Linda Rummo, Franz Malmsten, Ruts Bauman                                                  |                   | Eesti Telefilm          |                                             |
| Metsamuinasjutt                    | Elbert Tuganov               | | Puppentrickfilm   | Tallinnfilm             | Nach einem Stoff von Oskar Luts             |
| 1961                               |                              | |                   |                         |                                             |
| Juhuslik kohtumine                 | Wiktor Neweschin             | Georg Ots, Arved Haug, Lia Laats, Eino Baskin, Marina Jurassova                                                        | Drama             | Tallinnfilm             |                                             |
| Laulu sõber                        | Ilja Fogelman, Reet Kasesalu | Ilmar Tammur, Leili Jäärats, Ramon Keppe, Karl Kalkun, Betty Kuuskemaa                                                 | Drama             | Tallinnfilm             |                                             |
| Ohtlikud kurvid                    | Kaljo Kiisk, Juli Kun        | Terje Luik, Rain Aren, Peeter Šmakov, Eve Kivi, Jaanus Orgulas                                                         | Komödie           | Tallinnfilm und Mosfilm | Panoramafilm                                |
| Ühe küla mehed                     | Jüri Müür                    | Kaarel Karm, Helend Peep, Einari Koppel, Oskar Liigand, Kaljo Kiisk                                                    | Drama             | Tallinnfilm             |                                             |
| Ott kosmoses                       | Elbert Tuganov               | | Puppentrickfilm   | Tallinnfilm             |                                             |
| Mina ja Murri                      | Elbert Tuganov               | | Puppentrickfilm   | Tallinnfilm             |                                             |
| 1962                               |                              | |                   |                         |                                             |
| Jääminek                           | Kaljo Kiisk                  | Hugo Laur, Sirje Arbi, Helend Peep, Kaarel Karm, Katrin Välbe                                                          | Drama             | Tallinnfilm             | Nach einer Erzählung von Aadu Hint          |
| Õhtust hommikuni                   | Leida Laius                  | Viiu Härm, Kirill Lavrov, Ülle Ulla, Aksel Orav, Mati Klooren                                                          | Drama             | Tallinnfilm             |                                             |
| Ühe katuse all                     | Igor Jeltsov                 | Dzidra Ritenberga, Rein Aren, Viiu Härm, Ita Ever, Olav Ozolin                                                         | Drama             | Tallinnfilm             | Nach einer Erzählung von Hans Leberecht     |
| Kaks lugu                          | Elbert Tuganov               | | Puppentrickfilm   | Tallinnfilm             |                                             |
| Peaaegu uskumatu lugu              | Elbert Tuganov               | | Puppentrickfilm   | Tallinnfilm             |                                             |
| 1963                               |                              | |                   |                         |                                             |
| Jalgrattataltsutajad               | Juli Kun                     | Ljudmila Gurtšenko, Oleg Borissov, Eduards Păvuls, Rein Aren, Sergei Martinson                                         | Komödie           | Tallinnfilm             |                                             |
| Jäljed                             | Kaljo Kiisk                  | Mati Klooren, Hugo Laur, Kaarel Karm, Paul Ruubel, Rudolf Nuude                                                        | Drama             | Tallinnfilm             |                                             |
| Roosa kübar                        | Veljo Käsper                 | Herta Elviste, Eneken Aksel                                                                                            | Drama             | Tallinnfilm             | Nach einer Miniatur von Lilli Promet        |
| Väike motoroller                   | Heino Pars                   | | Puppentrickfilm   | Tallinnfilm             |                                             |
| 1964                               |                              | |                   |                         |                                             |
| Põrgupõhja uus Vanapagan           | Grigori Kromanov, Jüri Müür  | Elmar Salulaht, Ants Eskola, Astrid Lepa, Jüri Järvet, Hugo Laur                                                       | Drama             | Tallinnfilm             | Nach einem Roman von Anton Hansen Tammsaare |
| Null kolm                          | Igor Jeltsov                 | Ninel Mõškova, Ivan Dmitrijev, Tatjana Peltser                                                                         | Drama             | Tallinnfilm             |                                             |
| Operaator Kõps seeneriigis         | Heino Pars                   | | Puppentrickfilm   | Tallinnfilm             |                                             |
| 1965                               |                              | |                   |                         |                                             |
| Me olime kaheksateistkümneaastased | Kaljo Kiisk                  | Evald Hermaküla, Mare Hellaste, Peeter Kard, Tõnu Aav, Rein Koppelmann                                                 | Drama             | Tallinnfilm             |                                             |
| Mäeküla piimamees                  | Leida Laius                  | Jüri Järvet, Elle Eha, Ants Lauter, Lea Unt, Evald Hermaküla                                                           | Drama             | Tallinnfilm             | Nach einem Roman von Eduard Vilde           |
| Supernoova                         | Veljo Käsper                 | Endrik Kerge, Ants Eskola, Agnes Peterson, Liina Orlova, Mati Klooren                                                  | Drama             | Tallinnfilm             |                                             |
| Külmale maale                      | Valdur Himbek                | |                   | Eesti Telefilm          |                                             |
| Operaator Kõps marjariigis         | Heino Pars                   | | Puppentrickfilm   | Tallinnfilm             |                                             |
| 1966                               |                              | |                   |                         |                                             |
| Kirjad Sõgedate külast             | Jüri Müür                    | Kaarel Karm, Ilmar Tammur, Paul Ruubel, Valdeko Ratassepp, Tõnu Aav                                                    | Drama             | Tallinnfilm             |                                             |
| Mis juhtus Andres Lapeteusega?     | Grigori Kromanov             | Einari Koppel, Ita Ever, Heino Mandri, Uno Loit, Kaljo Kiisk                                                           | Drama             | Tallinnfilm             | Nach einem Roman von Paul Kuusberg          |
| Võlg                               | Valdur Himbek                | |                   | Eesti Telefilm          |                                             |
| Tütarlaps mustas                   | Veljo Käsper                 | Gerlinda Kopelman, Juozas Budraitis, Lisl Lindau, Viiu Härm, Jüri Järvet                                               | Drama             | Tallinnfilm             |                                             |
| Ühe suve akvarellid                | Virve Aruoja                 | |                   | Eesti Telefilm          |                                             |
| Operaator Kõps üksikul saarel      | Heino Pars                   | | Puppentrickfilm   | Tallinnfilm             |                                             |
| Park                               | Elbert Tuganov               | | Cut-Out-Trickfilm | Tallinnfilm             |                                             |
| Jonn                               | Elbert Tuganov               | | Puppentrickfilm   | Tallinnfilm             |                                             |
| 1967                               |                              | |                   |                         |                                             |
| Keskpäevane praam                  | Kaljo Kiisk                  | Enn Kraam, Kersti Gern, Ada Lundver, Arne Laos, Kalju Karask                                                           | Tragikomödie      | Tallinnfilm             |                                             |
| Viini postmark                     | Veljo Käsper                 | Jüri Järvet, Herta Helviste, Ines Parker, Vladislav Koržets, Ervin Abel                                                | Komödie           | Tallinnfilm             | Nach einem Drama von Ardi Liives            |
| Jussikese seitse sõpra             | Heino Pars                   | | Puppentrickfilm   | Tallinnfilm             |                                             |
| Sulast kauplemas                   | Heino Pars                   | | Puppentrickfilm   | Tallinnfilm             |                                             |
| 1968                               |                              | |                   |                         |                                             |
| Libahunt                           | Leida Laius                  | Ene Rämmeld, Doris Kareva, Malle Klaassen, Külli Song, Evald Hermaküla                                                 | Drama             | Tallinnfilm             | Nach einem Drama von August Kitzberg        |
| Mehed ei nuta                      | Sulev Nõmmik                 | Ants Lauter, Ervin Abel, Kalju Karask, Lia Laats, Voldemar Kuslap, Endel Pärn, Leo Normet                              | Komödie           | Eesti Telefilm          |                                             |
| Pimedad Aknad                      | Tõnis Kask                   | Marianne Leover, Ada Lundver, Jaak Tamleht, Ao Peep                                                                    | Drama             | Eesti Telefilm          |                                             |
| Hullumeelsus                       | Kaljo Kiisk                  | Jüri Järvet, Vaclovas Blédis, Valeri Nossik, Bronius Babkauskas, Voldemar Panso                                        | Drama             | Tallinnfilm             |                                             |
| Tädi Rose                          | Virve Aruoja                 | |                   | Eesti Telefilm          |                                             |
| Inimesed sõdurisinelis             | Jüri Müür                    | Rudolf Allabert, Heino Raudsik, Leonhard Merzin, Arvi Hallik, Kenno Oja                                                | Kriegsfilm        | Tallinnfilm             | Nach einem Roman von Paul Kuusberg          |
| Operaator Kõps kiviriigis          | Heino Pars                   | | Puppentrickfilm   | Tallinnfilm             |                                             |
| 1969                               |                              | |                   |                         |                                             |
| Gladiaator                         | Veljo Käsper                 | Vytautas Tomkus, Vija Artmane, Heino Raudsik, Juris Leiaskalns, Leonhard Merzin                                        | Drama             | Tallinnfilm             | Nach einem Roman von Aadu Hint              |
| Kevade                             | Arvo Kruusement              | Aare Laanemets, Margus Lepa, Ain Lutsepp, Arno Liiver, Riina Hein                                                      | Drama             | Tallinnfilm             |                                             |
| Viimne reliikvia                   | Grigori Kromanov             | Aleksandr Goloborodko, Ingrīda Andriņa, Elza Radziņa, Rolan Bõkov, Eve Kivi, Uldis Vazdiks, Raivo Trass, Peeter Jakobi | Abenteuerfilm     | Tallinnfilm             | Nach einem Roman von Eduard Bornhöhe        |
| Uksed                              | Madis Ojamaa                 | Helgi Sallo, Uno Loop, Heli Lääts, Boris Lehtlaan, Els Himma, Heidi Tamme, Vello Orumets                               | Musikfilm         | Tallinnfilm             |                                             |

## 1970er Jahre
| Filmtitel                             | Regisseur                  | Schauspieler | Genre            | Produktionsfirma                | Anmerkungen                                                     |
| ------------------------------------- | -------------------------- | --- | ---------------- | ------------------------------- | --------------------------------------------------------------- |
| 1970                                  |                            | |                  |                                 |                                                                 |
| Elavad mustrid                        | Andres Sööt                | | Konzertfilm      | Tallinnfilm                     |                                                                 |
| Tuulevaikus                           | Veljo Käsper               | Lembit Ulfsak, Malle Pärn, Jüri Niin, Aime Veskimägi, Evald Hermaküla                                                                      |                  | Tallinnfilm                     | Nach einer Erzählung von Einar Maasik                           |
| Valge laev                            | Kalju Komissarov           | Enn Kraam, Katrin Kumpan, Kalju Komissarov, Ago Roo, Tõnu Tepandi, Tõnu Mikiver, Einari Koppel, Gunnar Kilgas, Aarne Üksküla, Mikk Mikiver |                  | Tallinnfilm                     |                                                                 |
| Varastati Vana Toomas                 | Semjon Školnikov           | Kaljo Kiisk, Rein Aedma, Ülle Koni, Endel Pärn, Hardi Tiidus                                                                               | Musikfilm        | Tallinnfilm                     |                                                                 |
| 1971                                  |                            | |                  |                                 |                                                                 |
| Don Juan Tallinnas                    | Arvo Kruusement            | Hunta Wirkawa, Rein Kotkas, Merle Aru, Ants Eskola, Eve Kivi, Vello Janson                                                                 |                  | Tallinnfilm                     |                                                                 |
| Inspiratsioon                         | Valdur Himbek              | Ülo Vilimaa | Konzertfilm      | Tallinnfilm                     | Ballettfilm                                                     |
| Metskapten                            | Kalju Komissarov           | Jüri Järvet, Luule Paljasmaa, Katrin Karisma, Enn Klooren, Heino Mandri                                                                    |                  | Tallinnfilm                     |                                                                 |
| Tuuline rand                          | Kaljo Kiisk                | Heino Raudsik, Antanas Barčas, Nijole Lepeškaite, Leila Säälik, Jüri Järvet, Hugo Laur, Peter Must                                         |                  | Tallinnfilm                     | Nach einem Roman von Aadu Hint                                  |
| Putukate suvemängud                   | Heino Pars                 | | Puppentrickfilm  | Tallinnfilm                     |                                                                 |
| 1972                                  |                            | |                  |                                 |                                                                 |
| Maaletulek                            | Kaljo Kiisk                | Leila Säälik, Uldis Pucītīs, Leonhard Merzin, Rolan Bõkov, Herta Elviste                                                                   | Drama            | Tallinnfilm                     |                                                                 |
| Verekivi                              | Madis Ojamaa               | Antanas Barcas, Mikk Mikiver, Galina Fedotova, Andres Ild, Siim Rulli                                                                      | Abenteuerfilm    | Tallinnfilm                     |                                                                 |
| Väike reekviem suupillile             | Veljo Käsper               | Lembit Ulfsak, Väino Uibo, Ants Eskola, Eve Kivi, Arnold Sikkel                                                                            |                  | Tallinnfilm                     | Nach einem Roman von Enn Vetemaa                                |
| Noor pensionär                        | Sulev Nõmmik               | Ervin Abel, Lia Laats, Marika Samussenko, Leida Rammo, Helmut Vaag                                                                         | Komödie          | Eesti Telefilm                  |                                                                 |
| 1973                                  |                            | |                  |                                 |                                                                 |
| Tavatu lugu                           | Kalju Komissarov           | Kalju Komissarov, Kaljo Kiisk, Kaarel Ird, Jüri Järvet, Elga Terasmägi                                                                     |                  | Tallinnfilm                     |                                                                 |
| Tuli öös                              | Valdur Himbak              | Alar Oja, Sven Mäses, Katrin Tamre, Jüri Karemäe, Rein Koort                                                                               | Kinderfilm       | Tallinnfilm                     | Nach einer Erzählung von Eno Raud                               |
| Ukuaru                                | Leida Laius                | Elle Kull, Lembit Ulfsak, Velda Otsus, Jüri Järvet, Helene Viir                                                                            |                  | Tallinnfilm                     | Nach einem Roman von Veera Saar                                 |
| Laulab Tiit Kuusik                    | Virve Aruoja               | Tiit Kuusik | Konzertfilm      | Tallinnfilm                     |                                                                 |
| 1974                                  |                            | |                  |                                 |                                                                 |
| Punane viiul                          | Kaljo Kiisk                | Viktors Lorencs, Ljubov Albitskaja, Nadežda Hill, Kaarel Ird, Hans-Peter Reinecke                                                          |                  | Tallinnfilm                     | Leben des Geigers Eduard Sõrmus                                 |
| Ohtlikud mängudl                      | Veljo Käsper               | René Urmet, Sven-Erik Nielsen, Viktor Perebeinos, Jüri Järvet, Leonhard Merzin                                                             |                  | Tallinnfilm                     |                                                                 |
| Ooperiball                            | Virve Aruoja               | Margarita Voites, Hendrik Krumm, Urve Tauts, Anu Kaal, Voldemar Kuslap                                                                     | Konzertfilm      | Tallinnfilm                     |                                                                 |
| Sillerdav päev                        | Harry Martinson            | Heidi Tamme, Helgi Sallo, Andres Ots, Jaak Joala, Oleg Melnik, Ivo Linna                                                                   | Konzertfilm      | Tallinnfilm                     |                                                                 |
| Värvilised unenäod                    | Virve Aruoja, Jaan Tooming | Katrin Žilinska, Meelis Küttim, Laur Pihel, Raine Loo, Jaan Tooming, Helene Pihel                                                          | Kinderfilm       | Tallinnfilm                     |                                                                 |
| 1975                                  |                            | |                  |                                 |                                                                 |
| Briljandid proletariaadi diktatuurile | Grigori Kromanov           | Vladimir Ivašov, Aleksandr Kaidanovski, Nikolai Volkov, Jekaterina Vassiljeva, Margarita Terehhova                                         |                  | Tallinnfilm                     | Nach einem Roman von Julian Semjonov                            |
| Indrek                                | Mikk Mikiver               | Harri Kõrvits, Ants Eskola, Maria Klenskaja, Kaljo Kiisk, Rein Aren                                                                        |                  | Tallinnfilm                     | Nach einem Roman von Anton Hansen Tammsaare                     |
| Löö vastu                             | Valentin Kuik              | Jüri Aarma, Mikk Mikiver, Johannes Möldre, Ada Lundver, Ketlin Ilves                                                                       |                  | Tallinnfilm                     |                                                                 |
| Röövpüüdjajaht                        | Marika Villa               | Boris Vald, Marika Roopalu, Kristjan Moora, Feliks Kark                                                                                    |                  | Tallinnfilm                     | Nach einer Erzählung von Jaan Rannap                            |
| Tantsib Tiit Härm                     | Ülo Tambek                 | Tiit Härm, Elita Erkina | Ballettfilm      | Tallinnfilm                     | Über das Leben von Tiit Härm                                    |
| Jõmm                                  | Sulev Nõmmik               | Helgi Sallo, Jüri Lass, Lisl Lindau, Endel Pärn                                                                                            | Kinderfilm       | Eesti Telefilm                  | Nach einem Kinderbuch von Jaan Rannap                           |
| Lugu jänesepojast                     | Ando Keskküla              | | Zeichentrickfilm | Tallinnfilm                     |                                                                 |
| 1976                                  |                            | |                  |                                 |                                                                 |
| Aeg elada, aeg armastada              | Veljo Käsper               | Aida Zars, Ita Ever, Väino Uibo, Anne Paluver, Raili Jõeäär                                                                                | Drama            | Tallinnfilm                     |                                                                 |
| Minu naine sai vanaemaks              | Virve Aruoja               | Aarne Üksküla, Ita Ever, Raili Jõeäär, Lembit Ulfsak, Anne Veesaar                                                                         | Komödie          | Tallinnfilm                     | Nach einer Novelle von Enn Krusten                              |
| 10 Minutit võitleva ateistiga         | Toomas Tahvel              | Enn Klooren, Robert Gutman | Komödie          | Tallinnfilm                     | Nach einer Novelle von Arvo Valton                              |
| Võsakurat                             | Peeter Simm                | Vaino Vahing, Kubanbek Žussupov, Salme Reek, Urmas Kibuspuu, Sulev Luik                                                                    |                  | Tallinnfilm                     |                                                                 |
| Suvi                                  | Arvo Kruusement            | Aare Laanemets, Riina Hein, Margus Lepa, Kaljo Kiisk, Ain Lutsepp                                                                          |                  | Tallinnfilm                     | Nach einer Erzählung von Oskar Luts                             |
| 1977                                  |                            | |                  |                                 |                                                                 |
| Promenaad                             | Peeter Urbla               | Elle Kull, Lembit Ulfsak | Kurzfilm         | Tallinnfilm                     | Nach einer Novelle von Kurt Vonnegut                            |
| Salakütt                              | Toomas Tahvel              | Külliki Tool, Mikk Mikiver, Rudolf Allabert, Jüri Järvet, Helend Peep                                                                      | Kurzfilm         | Tallinnfilm                     | Nach einer Erzählung von Osvald Tooming                         |
| Tätoveering                           | Peeter Simm                | Arvo Kukumägi, Zoja Tsjurilo, Jaan Brezauski, Aleksandr Habalov, Karl Kalkun                                                               | Kurzfilm         | Tallinnfilm                     | Nach einer Erzählung von Kalju Saaber                           |
| Reigi õpetaja                         | Jüri Müür                  | Mikk Mikiver, Elle Kull, Tõnu Mikiver, Evald Aavik, Ita Ever                                                                               |                  | Tallinnfilm                     | Nach einer Erzählung von Aino Kallas                            |
| Surma hinda küsi surnutelt            | Kaljo Kiisk                | Juozas Kisielius, Gediminas Girdvainis, Maria Klenskaja, Elle Kull, Enn Kraam                                                              |                  | Tallinnfilm                     |                                                                 |
| Kunksmoor                             | Heino Pars                 | | Puppentrickfilm  | Tallinnfilm                     |                                                                 |
| Suveniir                              | Elbert Tuganov             | | Puppentrickfilm  | Tallinnfilm                     |                                                                 |
| 1978                                  |                            | |                  |                                 |                                                                 |
| Naine kütab sauna                     | Arvo Kruusement            | Ita Ever, Aarne Üksküla, Katrin Välbe, Heino Mandri, Lisl Lindau                                                                           |                  | Tallinnfilm                     | Nach einer Erzählung von Villem Gross                           |
| Navigaator Pirx                       | Marek Piestrak             | Sergei Desnitski, Boleslaw Abart, Vladimir Ivašov, Aleksandr Kaidanovski, Tõnu Saar                                                        |                  | Zespoly Filmowe und Tallinnfilm | Nach einer Erzählung von Stanisław Lem                          |
| Põrgupõhja uus Vanapagan              | Jaan Tooming               | Lembit Eelmäe, Herta Elviste |                  | Eesti Telefilm                  | Nach einem Roman von Anton Hansen Tammsaare                     |
| Stereo                                | Peeter Simm                | Reet Paavel, Tõnu Kilgas, Urmas Kibuspuu, Lembit Anton                                                                                     | Kurzfilm         | Tallinnfilm                     | Nach einer Erzählung von Riho Mesilane                          |
| Kunksmoor ja kapten Trumm             | Heino Pars                 | | Puppentrickfilm  | Tallinnfilm                     |                                                                 |
| 1979                                  |                            | |                  |                                 |                                                                 |
| „Hukkunud Alpinisti“ hotell           | Grigori Kromanov           | Uldis Pucītīs, Jüri Järvet, Lembit Peterson, Mikk Mikiver, Kārlis Sebris                                                                   |                  | Tallinnfilm                     | Nach einem Science-Fiction-Roman von Arkadi und Boris Strugazki |
| Kõrboja peremees                      | Leida Laius                | Kaie Mihkelson, Lembit Peterson, Ants Eskola, Elo Tamul, Oskar Liigand                                                                     |                  | Tallinnfilm                     | Nach einem Roman von Anton Hansen Tammsaare                     |
| Külaline                              | Elo Tust                   | Juhan Viiding, Helen-Vesta Reiman, Ita Ever, Jüri Järvet, Raimo Aas                                                                        |                  | Tallinnfilm                     |                                                                 |
| 31. Osakonna hukk                     | Peeter Urbla               | Lembit Ulfsak, Ivan Krasko, Enn Klooren, Omar Volmer, Heino Mandri                                                                         |                  | Tallinnfilm                     | Nach einem Horrorroman von Per Wahlöö                           |
| Laanetaguse suvi                      | Rein Maran                 | Fred Jüssi, Anne Maasik, Enn Pinsel, Mihkel Pinsel, Riho Rosberg, Hannes Kase, Pauliine Tuut                                               |                  | Eesti Telefilm                  |                                                                 |
| Soolo                                 | Raul Tammet                | Viiu Kõrvits, Andrus Rüütlane, Mikk Mikiver, Juta Lehiste, Peet Raig                                                                       | Horrorfilm       | Tallinnfilm                     | Nach einer Novelle von Peet Vallak                              |
| Tuulte pesa                           | Olav Neuland               | Rudolf Allabert, Nelli Taar, Arvo Iho, Anne Maasik, Indrek Korb                                                                            |                  | Tallinnfilm                     |                                                                 |
| Õpetaja                               | Mark Soosaar               | Jüri Arrak, Jaan Kaplinski, Ly Rebbas, Ants Jõgi, Arvo Kukumägi                                                                            |                  | Tallinnfilm                     | Nicht veröffentlicht                                            |
| Siin me oleme!                        | Sulev Nõmmik               | Lia Laats, Ervin Abel, Renate Karhu, Karl Kalkun, Eva Malmsten, Kadri Jäätma, Sulev Nõmmik, Väino Puura, Lauri Nebel                       |                  | Eesti Telefilm                  |                                                                 |

## 1980er Jahre
| Filmtitel                    | Regisseur                      | Schauspieler | Genre      | Produktionsfirma    | Anmerkungen                                      |
| ---------------------------- | ------------------------------ | --- | ---------- | ------------------- | ------------------------------------------------ |
| 1980                         |                                | |            |                     |                                                  |
| Jõulud Vigalas               | Mark Soosaar                   | Evald Aavik, Kersti Kreismann, Häli Saarm, Kadriann Soosaar, Ants Jõgi                                                      | Drama      | Tallinnfilm         |                                                  |
| Metskannikesed               | Kaljo Kiisk                    | Tõnu Kark, Rudolf Allabert, Aarne Üksküla, Enn Klooren, Robert Gutman                                                       | Drama      | Tallinnfilm         |                                                  |
| Ideaalmaastik                | Peeter Simm                    | Arvo Kukumägi, Tõnu Kark, Kalju Komissarov, Priit Adamson, Reet Paavel                                                      | Drama      | Tallinnfilm         | Nach einer Erzählung von Karl Helemäe            |
| Pulmapilt                    | Raul Tammet                    | Rein Aren, Lembit Ulfsak |            | Tallinnfilm         |                                                  |
| 1981                         |                                | |            |                     |                                                  |
| Karge meri                   | Arvo Kruusement                | Merle Talvik, Tõnu Kark, Mikk Mikiver, Ita Ever, Raine Loo                                                                  | Drama      |                     | Nach einem Roman von August Gailit               |
| Nukitsamees                  | Helle Karis                    | Egert Soll, Anna-Liisa Kurve, Ülari Kirsipuu, Ines Aru, Aarne Üksküla                                                       | Kinderfilm | Tallinnfilm         | Nach einem Märchen von Oskar Luts                |
| Pihlakaväravad               | Veljo Käsper                   | Heino Mandri, Meeli Sööt, Aida Zara, Mati Klooren, Peeter Kard                                                              |            | Tallinnfilm         |                                                  |
| Teaduse ohver                | Valentin Kuik                  | Enn Klooren, Aire Johanson, Peeter Volkonski, Ants Ander, Mihkel Mutt                                                       |            | Tallinnfilm         | Nach einer Erzählung von Branislav Nušić         |
| 1982                         |                                | |            |                     |                                                  |
| Corrida                      | Olev Neuland                   | Rein Aren, Rita Raave, Sulev Luik, Väino Vahing, Olev Saar                                                                  |            | Tallinnfilm         | Nach einem Roman von Teet Kallas                 |
| Arabella, mereröövli tütar   | Peeter Simm                    | Inga-Kai Puskar, Lembit Peterson, Urmas Kibuspuu, Raivo Trass, Lembit Ulfsak                                                | Drama      | Tallinnfilm         | Nach einer Erzählung von Aino Pervik             |
| Šlaager                      | Peeter Urbla                   | Els Himma, Martin Veinmann, Ain Lutsepp, Galina Abdrahmanova, Alice Talvik                                                  | Drama      | Tallinnfilm         |                                                  |
| 1983                         |                                | |            |                     |                                                  |
| Nipernaadi                   | Kaljo Kiisk                    | Tõnu Kark, Viire Valdma, Paul Poom, Egon Nuter, Margus Oopkaup                                                              | Drama      | Tallinnfilm         | Nach einem Roman von August Gailit               |
| Lurich                       | Valentin Kuik                  | Tõnu Lume, Enn Klooren, Regina Razuma, Leonid Sevtsov                                                                       |            | Tallinnfilm         | Über das Leben des Ringers Georg Lurich          |
| Suletud ring                 | Peeter Urbla                   | Arvo Kukumägi, Uno Laht, Alice Podelski, Ain Lutsepp, Jüri Müür                                                             |            | Tallinnfilm         | Nach einem Roman von Karl Arne Blom              |
| 1984                         |                                | |            |                     |                                                  |
| Reekviem                     | Olav Neuland                   | Aarne Üksküla, Doris Neuland, Andrus Vaarik, Sven Grünberg, Regina Razuma                                                   |            | Tallinnfilm         |                                                  |
| Karoliine hõbelõng           | Helle Murdmaa                  | Chatrin Bagala, Martin Veinmann, Rein Aren, Salme Reek, Kärt Ulman                                                          | Kinderfilm | Tallinnfilm         |                                                  |
| Hundiseaduse aegu            | Olav Neuland                   | Arvo Kukumägi, Regina Razuma, Egon Nuter, Jüri Krjukov, Heino Mandri                                                        |            | Tallinnfilm         |                                                  |
| Kaks paari ja üksindus       | Tõnis Kask                     | Ligita Skujina, Andrejs Žagars, Ita Ever, Heino Mandri, Tatjana Bassova                                                     |            | Tallinnfilm         | Nach einer Erzählung von O. Henry                |
| 1985                         |                                | |            |                     |                                                  |
| Puud olid ...                | Peeter Simm                    | Üllar Põld, Maria Avdjuško, Margus Terasmees, Uno Rannaveski, Kärt Hansberg                                                 |            | Tallinnfilm         | Nach einem Roman von Mats Traat                  |
| Naerata ometi                | Leida Laius, Arvo Iho          | Monika Järv, Hendrik Toompere der Jüngere, Tauri Tallermaa, Katrin Tamleht, Siiri Sisask                                    |            | Tallinnfilm         | Nach einem Roman von Silvia Rannamaa             |
| Savoy ball                   | Ago-Endrik Kerge               | Tõnu Kark, Aarne Üksküla, Rein Malmsten, Olev Eskola, Mara Zvaigzne                                                         |            | Tallinnfilm         | Nach einer Operette von Paul Abraham             |
| Bande                        | Arvo Kruusement                | Tõnu Kark, Aarne Üksküla, Rein Malmsten, Olev Eskola, Mara Zvaigzne                                                         |            | Tallinnfilm         | Nach einem Roman von Dashiell Hammett            |
| 1986                         |                                | |            |                     |                                                  |
| Keskea rõõmud                | Lembit Ulfsak                  | Tõnu Kark, Maria Klenskaja, Kaie Mihkelson, Ülle Kaljuste, Lembit Ulfsak                                                    |            | Tallinnfilm         |                                                  |
| Saja aasta pärast mais       | Kaljo Kiisk                    | Jüri Krjukov, Jaan Rekkor, Arvo Kukumägi, Sulev Luik, Jevgeni Filatov                                                       |            | Tallinnfilm         | Über die letzten vier Tage von Viktor Kingissepp |
| 1987                         |                                | |            |                     |                                                  |
| Metsluiged                   | Helle Karis                    | Katri Horma, Juris Žagars, Andrejs Žagars, Ines Aru, Levi-Danel Mägila                                                      | Kinderfilm | Tallinnfilm         | Nach einem Märchen von Hans Christian Andersen   |
| Madude oru needus            | Marek Piestrak                 | Krzysztof Kolberger, Roman Wilhelmi, Ewa Salacka, Zbigniew Lesien, Tõnu Saar                                                |            | Tallinnfilm und OKO |                                                  |
| Vaatleja                     | Arvo Iho                       | Svetlana Tormahova, Erik Ruus                                                                                               |            | Tallinnfilm         |                                                  |
| Näkimadalad                  | Olav Neuland                   | Olga Bogatšova, Martinas Budraitis, Evald Aavik, Lasma Murniece, Guido Kangur                                               |            | Tallinnfilm         | Nach einem Roman von Herman Sergo                |
| Tants aurukatla ümber        | Peeter Simm                    | Ita Ever, Kairit Hansberg, Jüri Järvet, Erno Kaasik                                                                         |            | Tallinnfilm         | Nach einem Roman von Mats Traat                  |
| Ringhoov                     | Tõnu Virve                     | Kaie Mihkelson, Evald Hermaküla                                                                                             |            | Tallinnfilm         | Nach einer Novelle von Arvo Valton               |
| Pingul keel                  | Toivo Elme                     | Anne Veski, Ivo Linna, Tõnis Mägi, Marju Länik, Silvi Vrait, Karl Madis, Kare Kauks, Urmas Alender, Aivar Mäe, Thea Paluoja | Musikfilm  | Tallinnfilm         |                                                  |
| 1988                         |                                | |            |                     |                                                  |
| Nõid                         | Elo Tust                       | Ülle Kaljuste, Sulev Luik, Mai Mering, Enn Kraam, Rein Aren                                                                 |            | Tallinnfilm         |                                                  |
| Ma pole turist, ma elan siin | Margit Ojasoon                 | Lembit Ulfsak, Madis Kalmet, Gita Ränk, Laine Mägi, Pille Pihlamägi                                                         | Drama      | Tallinnfilm         |                                                  |
| Doktor Stockmann             | Mikk Mikiver                   | Lembit Ulfsak, Maria Klienskaja, Angelina Semjonova, Evald Hermaküla, Aarne Üksküla                                         |            | Tallinnfilm         | Nach einem Drama von Henrik Ibsen                |
| Varastatud kohtumine         | Leida Laius                    | Maria Klenskaja, Andreas Kangur, Kaie Mihkelson, Lembit Peterson, Terje Pennie                                              |            | Tallinnfilm         |                                                  |
| Õnnelik lapsepõlv            | Jaan Kolberg                   | Raimo Nõo, Immanuel Volkonski, Terje Pennie, Ada Lundver, Ants Ader                                                         |            | Tallinnfilm         |                                                  |
| Vernanda                     | Roman Baskin                   | Sulev Luik, Jüri Järvet, Ilmar Tammur, Kaljo Kiisk, Vello Janson                                                            |            | Tallinnfilm         |                                                  |
| 1989                         |                                | |            |                     |                                                  |
| Meister                      | Renita Lintrop, Hannes Lintrop | Andrus Allikvee, Lembit Peterson, Aarne Üksküla                                                                             |            | Tallinnfilm         |                                                  |
| Mardipäev                    | Jaan Kolberg                   | Liina Tennosaar, Margus Tabor, Mari Lill, Ants Ander, Olli Ungvere                                                          |            | Tallinnfilm         |                                                  |
| Perekonnapildid              | Virve Lunt                     | Allan Kuljus, Merle Tähe, Andres Raag, Urmas Verliin, Kaili Närep                                                           |            | Tallinnfilm         |                                                  |
| Pahupidi                     | Valeri Blinov                  | Heino Mandri, Kaljo Kiisk                                                                                                   |            | Tallinnfilm         |                                                  |
| Äratus                       | Jüri Sillart                   | Tõnu Kark, Sulev Luik, Maria Klenskaja, Jaan Rekkor, Arvo Kukumägi                                                          |            | Tallinnfilm         |                                                  |
| Inimene, keda polnud         | Peeter Simm                    | Katri Horma, Mari Simm, Tõnu Kilgas, Jüri Krjukov, Rita Raave                                                               |            | Tallinnfilm         |                                                  |
| Regina                       | Kaljo Kiisk                    | Ülle Kaljuste, Tõnu Kark, Erika Kaljusaar, Ita Ever, Evald Hermaküla                                                        |            | Tallinnfilm         | Nach einem Roman von Aimée Beekman               |

## 1990er Jahre
| Filmtitel                         | Regisseur                      | Schauspieler | Genre            | Produktionsfirma                                  | Anmerkungen                                 |
| --------------------------------- | ------------------------------ | --- | ---------------- | ------------------------------------------------- | ------------------------------------------- |
| 1990                              |                                | |                  |                                                   |                                             |
| Ainult hulludele ehk Halastajaõde | Arvo Iho                       | Margarita Terehhova, Mihkel Smeljanski, Hendrik Toompere der Jüngere, Lembit Ulfsak, Hendrik Toompere             |                  | Tallinnfilm                                       |                                             |
| Ainus pühapäev                    | Sulev Keedus                   | Elmo Nüganen, Kadri Ots, Erik Ruus, Mari Lill, Evald Aavik                                                        |                  | Tallinnfilm                                       |                                             |
| See kadunud tee                   | Jaan Kolberg                   | Tarmo Koidla, Ants Ader, Diana Kokla, Raine Loo, Helgi Annast                                                     |                  | Tallinnfilm                                       | Nach einem Roman von August Mälk            |
| Teenijanna                        | Veiko Jürisson                 | Maria Klenskaja, Hendrik Toompere juunior, Leila Säälik, Ao Peep, Agnelina Semjonova                              | Kurzfilm         | Tallinnfilm                                       | Nach einer Novelle von Mait Metsanurk       |
| Sügis                             | Arvo Kruusement                | Margus Lepa, Linna Tennosaar, Anne Reemann, Kaljo Kiisk, Aare Laanemets                                           |                  | Tallinnfilm                                       | Nach zwei Romanen von Oskar Luts            |
| Igaühele oma                      | Hardi Volmer                   | Andrus Vaarik, Arvo Kukumägi, Riho Unt, Heiki Ernits, Peeter Simm                                                 |                  | Tallinnfilm                                       |                                             |
| Semm                              | Aare Tilk                      | Imre Avaste, Heidi Klamp, Anu Lamp, Ants Ander, Zaza Tšavlešvili                                                  |                  | Tallinnfilm und Sojustelefilm                     | Nach einer Novelle von Mart Kivastik        |
| 1991                              |                                | |                  |                                                   |                                             |
| Vana mees tahab koju              | Tõnis Kask                     | Kaljo Kiisk, Raivo Trass, Kaie Mihkelson, Hendrik Toompere der Jüngere, Angelina Semjonova                        |                  | Tallinnfilm und Sojustelefilm                     | Nach einem Roman von Raimond Kaugver        |
| Rahu tänav                        | Roman Baskin                   | Mikk Mikiver, Katrin Karisma, Lauri Vihman, Kaljo Kiisk, Elisabet Tamm                                            |                  | Tallinnfilm                                       |                                             |
| Rist                              | Lauri Aaspõllu                 | Ain Lutsepp, Hendrik Toompere der Jüngere, Arvo Kukumägi, Enn Nõmmik, Peeter Sauter                               |                  | Tallinnfilm                                       | Nach einer Novelle von Jaan Kross           |
| Noorelt õpitud                    | Jüri Sillart                   | Sulev Luik, Tõnu Kark, Erki Veling, Tiina Vilu, Ülle Kaljuste                                                     |                  | Tallinnfilm                                       |                                             |
| 1992                              |                                | |                  |                                                   |                                             |
| Need vanad armastuskirjad         | Mati Põldre                    | Rain Simmul, Liis Tappo, Ülle Kaljuste, Marika Korolev, Kärt Tomingas                                             |                  | Freyja Film                                       | Über das Leben von Raimond Valgre           |
| Hotell E                          | Priit Pärn                     | | Zeichentrickfilm | Eesti Joonisfilm                                  |                                             |
| Lammas all paremas nurgas         | Lembit Ulfsak                  | Tõnu Kark, Margus Alver, Kaur Sinissaar, Dan Põldroos                                                             |                  | Tallinnfilm                                       |                                             |
| 1994                              |                                | |                  |                                                   |                                             |
| Elutuba                           | Rao Heidmets                   | | Puppentrickfilm  | OÜ Nukufilm                                       |                                             |
| Ameerika mäed                     | Peeter Simm                    | |                  | Lege Artis Film                                   |                                             |
| Tulivesi                          | Hardi Volmer                   | Epp Eespäev, Erik Ruus, Jaan Tätte                                                                                |                  | Tallinnfilm und Faama Film                        |                                             |
| 1995                              |                                | |                  |                                                   |                                             |
| Ma olen väsinud vihkamast         | Hannes Lintrop, Renita Lintrop | Jarl Karjatse, Martin Algus, Helen Kadastik, Marek Pavlov                                                         |                  | Filmistuudio SEE                                  |                                             |
| 1996                              |                                | |                  |                                                   |                                             |
|                                   |                                | |                  |                                                   |                                             |
| 1997                              |                                | |                  |                                                   |                                             |
| Tom ja Fluffy                     | Heiki Ernits, Janno Põldma     | | Zeichentrickfilm | Eesti Joonisfilm                                  |                                             |
| 1998                              |                                | |                  |                                                   |                                             |
| Kallis härra Q                    | Rao Heidmets                   | | Komödie          |                                                   |                                             |
| Porgandite öö                     | Priit Pärn                     | | Zeichentrickfilm | Eesti Joonisfilm                                  |                                             |
| Millennium                        | Tõnu Trubetsky                 | Tõnu Trubetsky, Anti Pathique, Allan Vainola, Kaspar Jancis, Camille Camille, Teet Tibar, Mait Vaik, Rainis Kingu | Musikfilm        | Faama Film, Eesti Tõsielufilm, Trubetsky Pictures |                                             |
| Ristumine peateega                | Arko Okk                       | Andrus Vaarik, Piret Kalda, Jaan Tätte, Emil Urbel                                                                |                  | Acuba film                                        | Nach einem Drama von Jaan Tätte             |
| Libarebased ja kooljad            | Rainer Sarnet                  | Taavi Eelmaa, Hilje Murel, Kristel Sarnet                                                                         |                  | Eesti Telefilm, Diplomifilm                       | Nach einer Novellensammlung von Pu Songling |
| 1999                              |                                | |                  |                                                   |                                             |
| Armastuse võimalikkusest          | Janno Põldma                   | | Zeichentrickfilm | Eesti Joonisfilm                                  |                                             |

## 2000er Jahre
| Filmtitel                          | Regisseur                               | Schauspieler | Genre              | Produktionsfirma                                                               | Anmerkungen                                                    |
| ---------------------------------- | --------------------------------------- | --- | ------------------ | ------------------------------------------------------------------------------ | -------------------------------------------------------------- |
| 2000                               |                                         | |                    |                                                                                |                                                                |
| Teekond Nirvaanasse                | Mait Laas                               | | Puppentrickfilm    | OÜ Nukufilm                                                                    |                                                                |
| Saamueli internet                  | Riho Unt                                | | Puppentrickfilm    | OÜ Nukufilm                                                                    |                                                                |
| Eilne vedur                        | Kalju Kivi, Mikk Rand                   | | Puppentrickfilm    | OÜ Nukufilm                                                                    |                                                                |
| Lotte reis lõunamaale              | Heiki Ernits, Janno Põldma              | | Zeichentrickfilm   | Eesti Joonisfilm                                                               |                                                                |
| 2001                               |                                         | |                    |                                                                                |                                                                |
| Ma armastan Ameerikat              | Tõnu Trubetsky                          | Tõnu Trubetsky, Allan Vainola, Kaspar Jancis, Alar Aigro, Catherine Matveus, Kristjan Kotkas Mäeots, Tõnu Kerge, Anti Pathique, Ed Edinburgh                               | Musikfilm          | Trubetsky Pictures, DayDream Productions                                       |                                                                |
| Head käed                          | Uldis Jancis                            | Rēzija Kalniņa, Tiit Sukk, Lembit Ulfsak, Tõnu Kark | Tragikomödie       | Allfilm, Stuudio F.O.R.M.A.                                                    | Estnisch-lettische Gemeinschaftsproduktion                     |
| Karu süda                          | Arvo Iho                                | Rain Simmul, Dinara Drukarova, Iljana Pavlova | Drama              | Faama Film, Cumulus Projekt                                                    |                                                                |
| 2002                               |                                         | |                    |                                                                                |                                                                |
| Nimed marmortahvlil                | Elmo Nüganen                            | Priit Võigemast, Indrek Sammul, Hele Kõre | Kriegsfilm         | Taska Productions                                                              |                                                                |
| Agent Sinikael                     | Marko Raat                              | Mait Malmsten, Kersti Heinloo |                    | Exitfilm                                                                       |                                                                |
| 2003                               |                                         | |                    |                                                                                |                                                                |
| Vanad ja kobedad saavad jalad alla | Rando Pettai                            | Henrik Normann, Madis Milling, Piret Laurimaa | Komödie            | Ruut Pictures                                                                  |                                                                |
| Somnambuul                         | Sulev Keedus                            | Katariina Lauk-Tamm, Evald Aavik, Ivo Uukkivi, Jan Uuspõld | Beziehungsdrama    | F-Seitse, OY Kinotar                                                           | Estnisch-finnische Gemeinschaftsproduktion                     |
| Ahviaasta                          | Ülo Pikkov                              | | Zeichentrickfilm   | Eesti Joonisfilm                                                               |                                                                |
| Karl ja Marylin                    | Priit Pärn                              | | Zeichentrickfilm   | Eesti Joonisfilm                                                               |                                                                |
| Instinkt                           | Rao Heidmets                            | | Puppentrickfilm    | OÜ Nukufilm                                                                    |                                                                |
| Barbarid                           | Hardi Volmer                            | | Puppentrickfilm    | OÜ Nukufilm                                                                    |                                                                |
| Miriami jõulupäkapikk              | Mait Laas                               | | Puppentrickfilm    | OÜ Nukufilm                                                                    |                                                                |
| Porgand!                           | Pärtel Tall                             | | Puppentrickfilm    | OÜ Nukufilm                                                                    |                                                                |
| 2004                               |                                         | |                    |                                                                                |                                                                |
| Sigade revolutsioon                | René Reinumägi, Jaak Kilmi              | Jass Seljamaa, Lilian Alto, Peeter Tammearu, Anne Paluver, Evelin Kuusik, Uku Uusberg, Tõnu Tepandi, Tõnu Oja, Arvo Kukumägi, Tarvo Kaspar Toome, Merle Liivak, Anu Saagim |                    | Sigade Revolutsioon OÜ                                                         |                                                                |
| Veepomm paksule kõutsile           | Varis Brasla                            | Baiba Broka, Undīne Vīksna, Zane Leimane, Gundars Āboliņš, Jānis Paukštello, Agita Grundmane-Valtere, Tõnu Kark                                                            |                    | Allfilm, Studio F.O.R.M.A.                                                     | Estnisch-lettische Gemeinschaftsproduktion                     |
| Täna öösel me ei maga              | Ilmar Taska                             | Carmen Kass, Priit Võigemast, Maria Avdjuško, Peter Franzen | Krimi              | Taska Productions                                                              |                                                                |
| Frank ja Wendy                     | Priit Tender, Ülo Pikkov, Kaspar Jancis | Peeter Oja, Jan Uuspõld, Janne Sevtšenko, Andrus Vaarik, Anne Reeman, Eduard Toman, Tarmo Männard                                                                          | Zeichentrickfilm   | Eesti Joonisfilm                                                               |                                                                |
| Sügis Ida-Euroopas                 | Tõnu Trubetsky                          | Tõnu Trubetsky, Anti Pathique, Allan Vainola, Kaspar Jancis, Camille Camille, Teet Tibar, Mait Vaik, Rainis Kingu                                                          | Musikfilm          | Trubetsky Pictures, Vennaskond                                                 |                                                                |
| 2005                               |                                         | |                    |                                                                                |                                                                |
| Stiilipidu                         | Peeter Urbla                            | Maarja Jakobson, Anne Reemann, Evelin Pang, Meelis Rämmeld, Karol Kuntsel                                                                                                  | Gesellschaftsdrama | Exitfilm OÜ                                                                    |                                                                |
| Röövlirahnu Martin                 | René Vilbre                             | Madis Ollikainen, Ott Sepp, Andrejs Žagars, Kadi Sink, Piret Kalda |                    | Parunid & Vonid                                                                |                                                                |
| Kohtumine tundmatuga               | Jaak Kilmi                              | Tiit Sukk, Raivo E. Tamm, Peeter Oja, Ülle Kaljuste, Maria Avdjuško | Komödie            | Eesti Televisioon                                                              |                                                                |
| Malev                              | Kaaren Kaer                             | Ott Sepp, Uku Uusberg, Argo Aadli, Mirtel Pohla, Märt Avandi | Komödie            | Exitfilm OÜ                                                                    |                                                                |
| Vennad karusüdamed                 | Riho Unt                                | | Puppentrickfilm    | OÜ Nukufilm                                                                    |                                                                |
| Generatsioon                       | Mait Laas                               | | Puppentrickfilm    | OÜ Nukufilm                                                                    |                                                                |
| Sõnum naabritele                   | Priit Tender                            | | Zeichentrickfilm   | Eesti Joonisfilm                                                               |                                                                |
| 2006                               |                                         | |                    |                                                                                |                                                                |
| New York                           | Tõnu Trubetsky                          | Tõnu Trubetsky, Allan Vainola, Kaspar Jancis, Alar Aigro, Catherine Matveus, Kristjan Kotkas Mäeots, Tõnu Kerge, Anti Pathique, Ed Edinburgh                               | Musikfilm          | Trubetsky Pictures                                                             |                                                                |
| Meeletu                            | Elmo Nüganen                            | Rain Simmul, Anne Reemann, Kalju Orro | Komödie            | Taska Film                                                                     | Nach einem Drama von Elmo Nüganen                              |
| Kõrini!                            | Peeter Simm                             | Maarja Jakobson, Heio von Stetten, Rasmus Kaljujärv, Thomas Schmauser | Tragikomödie       | Ruut Pictures                                                                  | Estnisch-deutsche Gemeinschaftsproduktion                      |
| Koer, lennuk ja laulupidu          | Laila Pakalnina                         | Branko Zavrshan, Kristaps Mednis, Jēkabs Nākums, Ieva Puķe, Pauls Butkevitš, Jaan Rekkor, Kaljo Kiisk                                                                      | Komödie            | Hargla Company, Acuba Film, Casablanca Film Production                         | Estnisch-lettisch-slowenische Gemeinschaftsproduktion          |
| Ruudi                              | Katrin Laur                             | Paul Oskar Soe, Juta Altmets | Familienfilm       | Allfilm, Mattila Röhr Productions, Schmidtz Katze                              |                                                                |
| Tühirand                           | Veiko Õunpuu                            | Rain Tolk, Taavi Eelmaa, Maarja Jakobson, Mirtel Pohla, Juhan Ulfsak | Drama              | Kuukulgur Film                                                                 |                                                                |
| Kuldrannake                        | Jüri Sillart                            | Marika Korolev, Maria Avdjuško, Ülle Lichtfeld, Merle Palmiste, Taavi Eelmaa, Sepo Seeman, Hendrik Toompere der Jüngere, Veikko Täär, Mait Malmsten                        |                    | Taska Productions                                                              |                                                                |
| Leiutajateküla Lotte               | Heiki Ernits, Janno Põldma              | | Zeichentrickfilm   | Eesti Joonisfilm                                                               |                                                                |
| Une instituut                      | Mati Kütt                               | | Puppentrickfilm    | OÜ Nukufilm                                                                    |                                                                |
| Vana daami visiit                  | Roman Baskin                            | Ita Ever, Aarne Üksküla |                    | Eesti Televisioon                                                              |                                                                |
| 2007                               |                                         | |                    |                                                                                |                                                                |
| Ühe metsa pojad                    | Ats Surva                               | Marko Kelder, Maario Kullam, Jaan Rõõmus | Kriegsfilm         | Mazz Productions                                                               |                                                                |
| Klass                              | Ilmar Raag                              | Vallo Kirs, Pärt Uusberg, Lauri Pedaja, Paula Solvak, Mikk Mägi, Riina Reis                                                                                                | Drama              | Amrion                                                                         |                                                                |
| Sügisball                          | Veiko Õunpuu                            | Rain Tolk, Taavi Eelmaa, Juhan Ulfsak, Tiina Tauraite, Maarja Jakobson, Sulevi Peltola, Mirtel Pohla                                                                       | Drama              | Tugev Tuul Films                                                               | Nach einem Roman von Mati Unt                                  |
| Nuga                               | Marko Raat                              | Britta Vahur, Mait Malmsten, Kersti Heinloo, Elle Kull, Gert Raudsep | Drama              | Allfilm                                                                        |                                                                |
| Jan Uuspõld läheb Tartusse         | Andres Maimik, Rain Tolk                | Jan Uuspõld, Juhan Ulfsak, Mirtel Pohla, Rain Tolk, Dan Põldroos, Mari-Liis Lill                                                                                           | Komödie            | Kuukulgur Film                                                                 |                                                                |
| Georg                              | Peeter Simm                             | Marko Matvere, Anastasia Makejeva, Renārs Kaupers, Elle Kull, Tõnu Kark, Mirtel Pohla, Karin Touart                                                                        |                    | Allfilm, Lege Artis Film, The Centre of National Film, Matila Röhr Productions | Über das Leben von Georg Ots                                   |
| Magnus                             | Kadri Kõusaar                           | Mart Laisk, Kristjan Kasearu | Drama              |                                                                                |                                                                |
| Kuhu põgenevad hinged              | Rainer Sarnet                           | Ragne Veensalu, Lenna Kuurmaa, Andres Lõo, Viire Valdma, Ivo Uukkivi | Drama              | Exitfilm OÜ                                                                    |                                                                |
| Saatuse piraadid                   | Tõnu Trubetsky                          | Tony Blackplait, Anti Pathique, Al Vainola, Roy Strider, Tuuliki Leinpere, Ed Edinburgh, Anneli Kadakas, Kaspar Jancis                                                     | Musikfilm          | Trubetsky Pictures                                                             |                                                                |
| Kinnunen                           | Andri Luup                              | Sesa Petteri-Lehto, Maria Peterson, Ott Aardam, Aleksander Eelmaa | Drama              | Ruut Pictures                                                                  |                                                                |
| 2008                               |                                         | |                    |                                                                                |                                                                |
| Detsembrikuumus                    | Asko Kase                               | Liisi Koikson, Sergo Vares, Tõnu Kark, Mait Malmsten, Ain Lutsepp | Drama              | Ruut Pictures                                                                  |                                                                |
| Aja meistrid                       | Mait Laas                               | Elbert Tuganov, Heino Pars | Puppentrickfilm    | Exitfilm, OÜ Nukufilm                                                          | Über das Leben von Elbert Tuganov und Heino Pars               |
| Must Peeter                        | Priit Pääsuke                           | Tiina Tauraite, Gert Raudsep, Morgan Devereaux | Drama              | Luxfilm                                                                        | Nach einer Geschichte von Peeter Sauter                        |
| Teine tulemine                     | Tanel Toom                              | Rasmus Kaljujärv, Hendrik Kaljujärv | Drama              | Allfilm                                                                        |                                                                |
| Mina olin siin. Esimene arest      | René Vilbre                             | Markku Peltola, Märt Avandi, Hele Kõre, Rasmus Kaljujärv | Drama              | Amrion                                                                         | Nach einem Roman von Sass Henno                                |
| Kuhu põgenevad hinged              | Rainer Sarnet                           | Ragne Veensalu, Lenna Kuurmaa, Andres Lõo, Viire Valdma, Ivo Uukkivi | Romanze            | Exitfilm                                                                       |                                                                |
| Soovide puu                        | Liina Paakspuu                          | Elina Pähklimägi, Marilyn Jurman, Elina Reinold | Drama              | Revolver Film                                                                  |                                                                |
| Taarka                             | Ain Mäeots                              | Inga Salurand, Siiri Sisask, Marje Metsur, Riina Maidre, Mikko Nousiainen                                                                                                  | Drama              | Exitfilm                                                                       | Film in setukesischer Sprache über das Leben von Hilana Taarka |
| Elu ilma Gabriella Ferrita         | Priit Pärn, Olga Pärn                   | | Zeichentrickfilm   | Eesti Joonisfilm                                                               |                                                                |
| Rambikramp                         | Katrin Sipelgas, Elen Lotman            | Taavi Peterson, Markus Dvinjaninov |                    | Osakond                                                                        |                                                                |
| 2009                               |                                         | |                    |                                                                                |                                                                |
| Bibendum                           | Augustas Liiv                           | David Bowles, Jekaterina Novosjolova, Aleksandr Okunev, Andrei Anatolevitš                                                                                                 | Satirische Komödie | Average Monkey                                                                 |                                                                |
| Vasha                              | Hannu Salonen                           | Mart Müürisepp, Mehmet Kurtuluş, Jan Uuspõld, Rein Oja, Tim Seyfi, Adnan Maral, Malla Malmivaara, Liina Tennosaar                                                          | Thriller           | Allfilm                                                                        |                                                                |
| Buratino                           | Rasmus Merivoo                          | Mikk Nurga, Jelena Radevich, Jaan Rekkor, Uku Uusberg |                    | Estinfilm                                                                      |                                                                |
| Miriami katkine pilt               | Priit Tender                            | | Puppentrickfilm    | OÜ Nukufilm                                                                    |                                                                |
| Püha Tõnu kiusamine                | Veiko Õunpuu                            | Taavi Eelmaa, Ravshana Kurkova, Tiina Tauraite, Hendrik Toompere, Katariina Lauk                                                                                           | Drama              | Homeless Bob Production                                                        |                                                                |
| Pangarööv                          | Andrus Tuisk                            | Hannes Kaljujärv, Henri Kuus, Marilyn Jurman, Karin Tammaru | Thriller           | Filmivabrik                                                                    |                                                                |
| Mis Su nimi on?                    | Maria Avdjuško                          | Linnar Priimägi, Taavi Eelmaa | Kurzfilm           |                                                                                |                                                                |

## 2010er Jahre
| Filmtitel                                            | Regisseur                | Schauspieler                                                                                    | Genre                     | Produktionsfirma                   | Anmerkungen                        |
| ---------------------------------------------------- | ------------------------ | ----------------------------------------------------------------------------------------------- | ------------------------- | ---------------------------------- | ---------------------------------- |
| 2010                                                 |                          |                                                                                                 |                           |                                    |                                    |
| Lumekuninganna                                       | Marko Raat               | Helena Merzin-Tamm, Artur Tedremägi, Egon Nuter                                                 | Romantisches Drama        | F-Seitse                           |                                    |
| Punane elavhõbe                                      | Andres Puustusmaa        | Risto Kübar, Märt Avandi, Peeter Oja                                                            | Thriller                  | Taska Productions, Arnold & Gregor | Nach einem Roman von Andres Anvelt |
| Üks mu sõber                                         | Mart Kivastik            | Aarne Üksküla, Aleksander Eelmaa, Rita Raave, Harriet Toompere                                  |                           | Exitfilm                           |                                    |
| Kirjad Inglile                                       | Sulev Keedus, Madis Kõiv | Tõnu Oja, Katariina Lauk, Mirtel Pohla, Tiina Tauraite                                          | Drama                     | F-Seitse                           |                                    |
| 2012                                                 |                          |                                                                                                 |                           |                                    |                                    |
| Eine Dame in Paris (Une estonienne à Paris)          | Ilmar Raag               | Jeanne Moreau, Laine Mägi, Patrick Pineau, François Beukelaers, Claudia Tagbo, Frédéric Épaud   | Filmdrama                 |                                    |                                    |
| 2015                                                 |                          |                                                                                                 |                           |                                    |                                    |
| Der Geheimbund von Suppenstadt (Supilinna Salaselts) | Margus Paju              | Olivia Viikant, Arabella Antons, Hugo Soosaar, Karl Jakob Vibur, Mirtel Pohla, Evelin Võigemast | Abenteuerfilm, Kinderfilm |                                    |                                    |
| 2017                                                 |                          |                                                                                                 |                           |                                    |                                    |
| November                                             | Rainer Sarnet            | Rea Lest-Liik, Jörgen Liik, Arvo Kukumägi, Heino Kalm, Meelis Rämmeld                           | Filmdrama                 |                                    |                                    |